# Mount Lupa
Mount Lupa är ett berg i Antarktis. Det ligger i Västantarktis. Argentina, Chile och Storbritannien gör anspråk på området. Toppen på Mount Lupa är 1 709 meter över havet, eller 1 386 meter över den omgivande terrängen. Bredden vid basen är 10,4 km.
Terrängen runt Mount Lupa är kuperad åt nordväst, men åt sydost är den bergig. Trakten är obefolkad. Det finns inga samhällen i närheten.